# Seaview (Hawaï)
Pour les articles homonymes, voir Seaview.
Seaview est une communauté non incorporée et une census designated place (CDP) située dans le comté d'Hawaï, sur la côte est de l'île d'Hawaï.
Sa population était de 512 habitants en 2020.